# Liste des monuments historiques de Beersel
Cette page regroupe l'ensemble des monuments classés de la commune de Beersel.
| Objet                                                   | Statut du classement? | Année de construction/architecte | Section communale | Adresse                 | Coordonnées                      | Numéro d'inventaire | Illustration                           |
| ------------------------------------------------------- | --------------------- | -------------------------------- | ----------------- | ----------------------- | -------------------------------- | ------------------- | -------------------------------------- |
| (nl) Sint-Victorsinstituut                              | Oui                   |                                  | Alsemberg         | Witteweg 20             | 50° 44′ 34″ nord, 4° 20′ 06″ est | 200092              | Téléverser                             |
| (nl) Ferme Het Steenen Hof met papier- en kartonmolen   | Oui                   |                                  | Tourneppe         | Alsembergsesteenweg 639 | 50° 43′ 53″ nord, 4° 17′ 41″ est | 200058              | Téléverser                             |
| (nl) Padenborrehoeve, ferme fermée                      | Oui                   |                                  | Tourneppe         | Padenborre 2            | 50° 45′ 08″ nord, 4° 17′ 21″ est | 38892               | Téléverser                             |
| (nl) Onze-Lieve-Vrouwekapel op sokkel                   |                       |                                  | Alsemberg         | Pastoor Bolsstraat      | 50° 44′ 44″ nord, 4° 20′ 07″ est | 38860               | Téléverser                             |
| (nl) Maison communale et presbytère                     |                       |                                  | Beersel           | Hoogstraat 1            | 50° 46′ 01″ nord, 4° 18′ 31″ est | 38876               | (nl) Maison communale et presbytère    |
| (nl) Vormingscentrum Destelheide                        | Oui                   |                                  | Tourneppe         | Destelheidestraat 66    | 50° 43′ 39″ nord, 4° 19′ 07″ est | 38886               | Téléverser                             |
| (nl) Molencomplex                                       |                       |                                  | Tourneppe         | Beling 32               | 50° 43′ 52″ nord, 4° 17′ 56″ est | 38884               | Téléverser                             |
| Église paroissiale Sint-Gorik avec un orgue protégé     | Oui                   |                                  | Tourneppe         | Kerkstraat 53           | 50° 43′ 45″ nord, 4° 17′ 59″ est | 38881               | Téléverser                             |
| Hoeve                                                   |                       |                                  | Beersel           | Nering 9                |                                  | 38878               | Téléverser                             |
| Dorpswoning                                             |                       |                                  | Beersel           | Nering 22               |                                  | 38879               | Téléverser                             |
| Pilori (nl) Schandpaal                                  |                       |                                  | Tourneppe         | Alsembergsteenweg       | 50° 43′ 50″ nord, 4° 17′ 56″ est | 38883               | Téléverser                             |
| (nl) Château Gravenhof                                  |                       |                                  | Tourneppe         | Alsembergsteenweg 676   | 50° 44′ 00″ nord, 4° 17′ 39″ est | 38882               | (nl) Château Gravenhof                 |
| (nl) Burgerhuis                                         |                       |                                  | Beersel           | Steenweg op Ukkel 100   | 50° 46′ 12″ nord, 4° 18′ 45″ est | 38880               | Téléverser                             |
| Château de Beersel                                      | Oui                   |                                  | Beersel           | Lotsestraat 63          | 50° 45′ 56″ nord, 4° 17′ 59″ est | 38873               | Château de Beersel                     |
| (nl) Kartonfabriek en woonhuis                          |                       |                                  | Alsemberg         | Losseweg 101            | 50° 44′ 19″ nord, 4° 19′ 41″ est | 38866               | Téléverser                             |
| (nl) Café De drie bronnen                               |                       |                                  | Beersel           | Hoogstraat 13           | 50° 45′ 59″ nord, 4° 18′ 35″ est | 38877               | Téléverser                             |
| (nl) Maison classique                                   |                       |                                  | Tourneppe         | Molenbeekstraat 6       | 50° 43′ 51″ nord, 4° 18′ 01″ est | 38889               | Téléverser                             |
| (nl) Rodepoorthoeve, ferme fermée                       | Oui                   |                                  | Beersel           | Hongarijestraat 207     | 50° 45′ 35″ nord, 4° 19′ 43″ est | 38875               | Téléverser                             |
| (nl) Château Dwersbos                                   | Oui                   |                                  | Beersel           | Alsembergsteenweg 1145  | 50° 45′ 50″ nord, 4° 19′ 41″ est | 38874               | Téléverser                             |
| (nl) Industriegebouwen 1908                             | Oui                   |                                  | Alsemberg         | Pastoor Bolsstraat 9    | 50° 44′ 31″ nord, 4° 20′ 11″ est | 38867               | Téléverser                             |
| (nl) Woning De Zwaan                                    | Oui                   |                                  | Alsemberg         | Pastoor Bolsstraat 14   | 50° 44′ 31″ nord, 4° 20′ 14″ est | 38868               | Téléverser                             |
| Église paroissiale Notre-Dame                           | Oui                   |                                  | Alsemberg         | Kapelaansplein 1        | 50° 44′ 35″ nord, 4° 20′ 10″ est | 38859               | Église paroissiale Notre-Dame          |
| (nl) Pastorie                                           | Oui                   |                                  | Alsemberg         | Pastoor Bolsstraat 19   | 50° 44′ 32″ nord, 4° 20′ 11″ est | 38869               | Téléverser                             |
| (nl) Onze-Lieve-Vrouwekapel                             | Oui                   |                                  | Alsemberg         | Pastoor Bolsstraat      | 50° 44′ 39″ nord, 4° 20′ 07″ est | 38861               | Téléverser                             |
| (nl) Église paroissiale Sint-Lambertus                  |                       |                                  | Beersel           | Herman Teirlinckplein   | 50° 46′ 01″ nord, 4° 18′ 28″ est | 38872               | (nl) Église paroissiale Sint-Lambertus |
| (nl) Ferme                                              |                       |                                  | Lot               | Albert Denystraat 103   | 50° 46′ 04″ nord, 4° 16′ 50″ est | 38902               | Téléverser                             |
| (nl) Kapelaanswoningen en klooster van de Franse nonnen | Oui                   |                                  | Alsemberg         | Pastoor Bolsstraat 37   | 50° 44′ 36″ nord, 4° 20′ 08″ est | 200054              | Téléverser                             |
| (nl) Moulin ten Broek de la cartonnerie Winderickx      | Oui                   |                                  | Alsemberg         | Fabriekstraat 20        | 50° 44′ 01″ nord, 4° 19′ 05″ est | 38864               | Téléverser                             |
| (nl) Ferme Hof ter Meigemheide                          |                       |                                  | Alsemberg         | Steenblokweg 50         | 50° 44′ 04″ nord, 4° 18′ 30″ est | 38871               | Téléverser                             |
| (nl) Maison communale, auparavant Château Rondenbos     |                       |                                  | Alsemberg         | Alsembergsteenweg 1046  | 50° 45′ 03″ nord, 4° 20′ 09″ est | 38862               | Téléverser                             |
| (nl) Ferme 't Hoogveld                                  |                       |                                  | Alsemberg         | Alsembergsteenweg 1059  | 50° 45′ 20″ nord, 4° 19′ 54″ est | 38863               | Téléverser                             |
| (nl) Église paroissiale Sint-Jozef                      |                       |                                  | Lot               | Pastoriestraat          | 50° 45′ 46″ nord, 4° 16′ 43″ est | 38900               | (nl) Église paroissiale Sint-Jozef     |
| (nl) Café Gildenhuis                                    |                       |                                  | Tourneppe         | Kerkstraat 52           | 50° 43′ 47″ nord, 4° 17′ 52″ est | 38887               | Téléverser                             |
| (nl) Ferme fermée                                       |                       |                                  | Huizingen         | Sollenberg 2            | 50° 45′ 11″ nord, 4° 16′ 34″ est | 38899               | Téléverser                             |
| (nl) Huis Terborght                                     |                       |                                  | Huizingen         | Oud Dorp 16             | 50° 44′ 41″ nord, 4° 16′ 45″ est | 38898               | Téléverser                             |
| (nl) Château d'eau                                      | Oui                   |                                  | Huizingen         | H. Torleylaan 100       | 50° 44′ 35″ nord, 4° 16′ 52″ est | 38897               | (nl) Château d'eau                     |
| (nl) Église paroissiale Sint-Jan-Baptist                |                       |                                  | Huizingen         | H. Torleylaan 60A       | 50° 44′ 47″ nord, 4° 16′ 36″ est | 38896               | Téléverser                             |
| (nl) Ferme Het Kloosterken                              | Oui                   |                                  | Tourneppe         | Wortelenberg 8          | 50° 44′ 14″ nord, 4° 17′ 54″ est | 38891               | Téléverser                             |
| (nl) Pastorie in classicistische stijl                  | Oui                   |                                  | Tourneppe         | Vroenenbosstraat 5      | 50° 43′ 46″ nord, 4° 17′ 52″ est | 38894               | Téléverser                             |
| (nl) Twee schuren                                       |                       |                                  | Tourneppe         | Haakstraat 4            | 50° 43′ 23″ nord, 4° 17′ 38″ est | 38895               | Téléverser                             |
| (nl) Lemen hoevetje                                     | Oui                   |                                  | Lot               | Donderveldstraat 93     | 50° 45′ 19″ nord, 4° 17′ 54″ est | 38903               | Téléverser                             |